# مون گا یونگ
مون گا یونگ (کره‌ای: 문가영؛ زادهٔ ۱۰ ژوئیه ۱۹۹۶) بازیگر زن دو ملیتی اهل کره جنوبی و آلمان است. او با بازی در سریال‌های خنده در وایکیکی ۲، اغواگر بزرگ، زیبایی حقیقی و پیوند: بخور، عشق بورز و بکش و انگیزهٔ عشق به شهرت رسید.

## اوایل زندگی
مون در کارلسروهه آلمان از پدر و مادری اهل کره جنوبی متولد شد. خانواده گا یونگ زمانی که وی ۱۰ ساله بود به کره برگشتند.

## حرفه
مون بازیگری خود را از سال ۲۰۰۶ به عنوان بازیگر کودک در سینما و تلویزیون آغاز کرد.
در سال ۲۰۱۴، مون نوجوان اولین نقش اصلی خود را بعنوان شخصیت اول زن در درام رمزآلود/عاشقانه می‌می بازی کرد، این درام چهار قسمتی از کانال Mnet پخش شد.
در آوریل ۲۰۱۵، مون در وب درام همسایه بغلی اکسو که از شبکه Naver TV پخش شد بازی کرد.
سپس مون موفق به بازی در سریال‌های تلویزیونی حسادت آشکار و سزاوار نامت زندگی کن بعنوان نقش فرعی شد.
در سال ۲۰۱۷، مون در درام ویژه رقص تک نفره نقش آفرینی کرد.
در ۲۰۱۸، مون در درامای رومنس اغواگر بزرگ، که براساس رمان فرانسوی در قرن هجدهم بنامLes Liaisons dangereuses ساخته شده بازی کرد. او بخاطر بازی در این دراما جایزه the Excellence Award for Best Actress در جشنواره MBC Drama برنده شد.
در سال ۲۰۱۹، مون به عنوان یکی از نقش‌های اصلی زن برای سریال خنده در وایکیکی ۲ انتخاب شد.
در ۲۰۲۰، مون به عنوان نقش اول زن در سریال عاشقانه Find Me in Your Memory بازی کرد. همچنین او به عنوان نقش اصلی زن، بنام ایم جوکیونگ در سریال زیبایی حقیقی که در دسامبر سال ۲۰۲۰ پخش شد و تا ۴ فوریه ۲۰۲۱ ادامه داشت نقش آفرینی کرد.

## فیلم‌شناسی

### فیلم
| سال  | عنوان             | نقش           | توضیحات |
| ---- | ----------------- | ------------- | ------- |
| ۲۰۰۶ | به آقا، با عشق    | یونگ اون یانگ |         |
| ۲۰۰۷ | Bunt              | اوه یریونگ    |         |
| ۲۰۰۷ | خانه سیاه         | چول یون (صدا) |         |
| ۲۰۰۷ | سایه‌های قصر       | ایل وون       |         |
| ۲۰۰۷ | شهر ما            | یانگ سو یون   |         |
| ۲۰۰۸ | سئول را می‌بینی؟   | بون ری        |         |
| ۲۰۱۳ | قاتل زنجیره‌ای     | جو سو هیون    | [ ۱۶ ]  |
| ۲۰۱۵ | فروشگاه جانگ-سو   | آه یونگ       | [ ۱۷ ]  |
| ۲۰۱۵ | جزیره             | یون جو        | [ ۱۸ ]  |
| ۲۰۱۶ | گرفتگی            | اون یونگ      | [ ۱۹ ]  |
| ۲۰۱۶ | دوباره بیست سالگی | سو می         | [ ۲۰ ]  |

### مجموعه تلویزیونی
| سال       | عنوان                       | نقش               | توضیحات              |
| --------- | --------------------------- | ----------------- | -------------------- |
| ۲۰۰۶      | به جنی                      | هی می             |                      |
| ۲۰۰۷      | امروز ابریه                 | ری نا             |                      |
| ۲۰۰۷      | روزی روزگاری شاهزاده        |                   |                      |
| ۲۰۰۷      | در کنار من                  | جوانی سو اون جو   |                      |
| ۲۰۰۷      | یوهی افسونگر                | جوانی ما یو هی    |                      |
| ۲۰۰۷      | مری با من ازدواج کن         | جوانی هوانگ مه ری |                      |
| ۲۰۰۷      | Hometown Over the Hill      | نا هه یونگ        |                      |
| ۲۰۰۸      | زندگی تلخ و شیرین           | ها نا ری          |                      |
| ۲۰۰۹      | جا میونگ گو                 | یانگ سو سو        |                      |
| ۲۰۰۹      | دوستان افسانه‌ای             | جوانی چوی جین سوک |                      |
| ۲۰۱۰      | خانواده معروف               | جوانی هان دان یی  |                      |
| ۲۰۱۰      | پسر بد                      | جوانی هونگ ته را  |                      |
| ۲۰۱۱      | ضربان قلب                   | لی جونگ هیون      |                      |
| ۲۰۱۳      | تو کی هستی؟                 | دان اوه ریوم      | مهمان قسمت۱–۲        |
| ۲۰۱۳      | خانواده وانگ                | وانگ هه بک        | [ ۲۱ ]               |
| ۲۰۱۴      | می‌می                        | می‌می              |                      |
| ۲۰۱۵      | همسایه بغلی اکسو            | جی یون هی         |                      |
| ۲۰۱۵      | تاجر گک جو                  | وول یی            | [ ۲۲ ]               |
| ۲۰۱۵      | عشق خوشمزه                  | پارک سو جین       | [ ۲۳ ]               |
| ۲۰۱۶      | آیینه جادوگر                | سول گا            | [ ۲۴ ]               |
| ۲۰۱۶      | حسادت آشکار                 | لی پال گانگ       |                      |
| ۲۰۱۷      | سزاوار نامت زندگی کن        | دونگ مک گه        |                      |
| ۲۰۱۷      | Waltzing Alone              | کیم مین سون       | درامای ویژه          |
| ۲۰۱۸      | اغواگر بزرگ                 | چوی سو جی         |                      |
| ۲۰۱۹      | خنده در وایکیکی ۲           | هان سو یون        |                      |
| ۲۰۲۰      | مرا در خاطراتت پیدا کن      | یو ها جین         |                      |
| ۲۰۲۰–۲۰۲۱ | زیبایی حقیقی                | لیم جو کیونگ      |                      |
| ۲۰۲۱      | ثبت جهانی                   | چا سو بین         |                      |
| ۲۰۲۲      | ستاره‌های دنباله‌دار          | یو ها جین         | حضور افتخاری؛ قسمت ۶ |
| ۲۰۲۲      | پیوند: بخور، عشق بورز و بکش | نو دا هیون        | [ ۲۶ ]               |
| ۲۰۲۲      | انگیزه عشق                  | آن سو یونگ        |                      |
| ۲۰۲۵      | دشمن عزیز من                | بک سو جونگ        | [ ۲۷ ]               |
| ۲۰۲۵      | سوچودونگ                    | کانگ هی جی        | [ ۲۸ ]               |

### برنامه تلویزیونی
| سال  | عنوان           | یادداشت      |
| ---- | --------------- | ------------ |
| ۲۰۰۹ | Sinnara Science | توضیحات      |
| ۲۰۲۰ | Food Avengers   | عضو بازیگران |

## جوایز و نامزدی‌ها
| سال  | جشنواره          | بخش                                                              | کار نامزد شده        | نتیجه     | منابع  |
| ---- | ---------------- | ---------------------------------------------------------------- | -------------------- | --------- | ------ |
| ۲۰۱۰ | KBS Drama Awards | بهترین بازیگر زن جوان                                            | خانواده معروف        | نامزد شده |        |
| ۲۰۱۳ | KBS Drama Awards | بهترین بازیگر زن جوان                                            | خانواده وانگ         | نامزد شده |        |
| ۲۰۱۷ | KBS Drama Awards | Best Actress in a One-Act/Special/Short Drama                    | Waltzing Alone       | نامزد شده |        |
| ۲۰۱۸ | KBS Drama Awards | Excellence Award, Actress in a Monday-Tuesday Drama              | اغواگر بزرگ          | برد       | [ ۱۱ ] |
| ۲۰۱۸ | KBS Drama Awards | بهترین بازیگر زن                                                 | اغواگر بزرگ          | نامزد شده |        |
| ۲۰۲۰ | KBS Drama Awards | Top Excellence Award, Actress in a Wednesday-Thursday Miniseries | مرا در خاطرت پیدا کن | نامزد شده |        |
| ۲۰۲۰ | KBS Drama Awards | جایزه بهترین زوج با کیم دونگ ووک                                 | مرا در خاطرت پیدا کن | برد       | [ ۲۹ ] |